# Mestna občina Novo mesto
Mestna občina Nôvo mésto je ena od dvanajstih mestnih občin v Republiki Sloveniji s 37.587 prebivalci (2020; 6. v Sloveniji) z osrednjim in največjim naseljem Novo mesto, v katerem živita približno 2/3 prebivalstva občine.
Občina na severu meji na občino Mokronog - Trebelno, na vzhodu na občini Šmarješke Toplice in Šentjernej, na jugu na Gorjancih na Republiko Hrvaško ter občini Metlika in Semič, na zahodu pa na občine Dolenjske Toplice, Straža in Mirna Peč.
Iz svojčas po površini največje občine v Sloveniji z največjim številom naselij (334) se je leta 1994 odcepila občina Škocjan, leta 1998 občine Dolenjske Toplice, Mirna Peč, Šentjernej in Žužemberk, leta 2006 pa še občini Straža in Šmarješke Toplice. 

## Krajevne skupnosti
V občini so naslednje krajevne skupnosti: Birčna vas, Bršljin, Brusnice, Bučna vas, Center, Dolž, Drska, Gabrje, Gotna vas, Kandija - Grm, Karteljevo, Ločna - Mačkovec, Majde Šilc, Mali Slatnik, Mestne njive, Otočec, Podgrad, Prečna, Regrča vas, Šmihel, Stopiče, Uršna sela in Žabja vas. Od skupaj 23 KS v občini jih 11 ali skoraj polovica leži pretežno na ozemlju Novega mesta oz. v mejah mestnega naselja.

## Naselja v občini
Birčna vas, Boričevo, Brezje, Brezovica pri Stopičah, Češča vas, Črešnjice, Črmošnjice pri Stopičah, Daljni Vrh, Dobovo, Dolenja vas, Dolenje Grčevje, Dolenje Kamenje, Dolenje Karteljevo, Dolenje Lakovnice, Dolenji Suhadol, Dolnja Težka Voda, Dolž, Gabrje, Golušnik, Gorenje Grčevje, Gorenje Kamence, Gorenje Kamenje, Gorenje Karteljevo, Gorenje Kronovo, Gorenje Lakovnice, Gorenje Mraševo, Gorenji Suhadol, Gornja Težka Voda, Gumberk, Herinja vas, Hrib pri Orehku, Hrušica, Hudo, Iglenik, Jama, Jelše pri Otočcu, Jugorje, Jurna vas, Konec, Koroška vas, Koti, Križe, Kuzarjev Kal, Laze, Leskovec, Lešnica, Lutrško Selo, Mala Cikava, Male Brusnice, Mali Cerovec, Mali Orehek, Mali Podljuben, Mali Slatnik, Mihovec, Novo mesto, Otočec, Paha, Pangrč Grm, Petane, Petelinjek, Plemberk, Podgrad, Potov Vrh, Prečna, Pristava, Rajnovšče, Rakovnik pri Birčni Vasi, Ratež, Sela pri Ratežu, Sela pri Zajčjem Vrhu, Sela pri Štravberku, Sevno, Smolenja vas, Srebrniče, Srednje Grčevje, Stopiče, Stranska vas, Suhor, Šentjošt, Škrjanče pri Novem mestu, Štravberk, Travni Dol, Trška Gora, Uršna sela, Velike Brusnice, Veliki Cerovec, Veliki Orehek, Veliki Podljuben, Veliki Slatnik, Verdun, Vinja vas, Vrh pri Ljubnu, Vrh pri Pahi, Vrhe, Zagrad pri Otočcu, Zajčji Vrh pri Stopičah, Ždinja vas, Žihovo selo.